# Kîiivka, Hola Prîstan
Kîiivka (în ucraineană Київка) este un sat în comuna Dobropillea din raionul Hola Prîstan, regiunea Herson, Ucraina.

## Demografie
Componența lingvistică a localității Kîiivka
     Ucraineană (90,77%)
     Rusă (6,46%)
     Alte limbi (1,23%)
Conform recensământului din 2001, majoritatea populației localității Kîiivka era vorbitoare de ucraineană (90,77%), existând în minoritate și vorbitori de rusă (6,46%).